# Beatriz Sánchez (baloncestista)

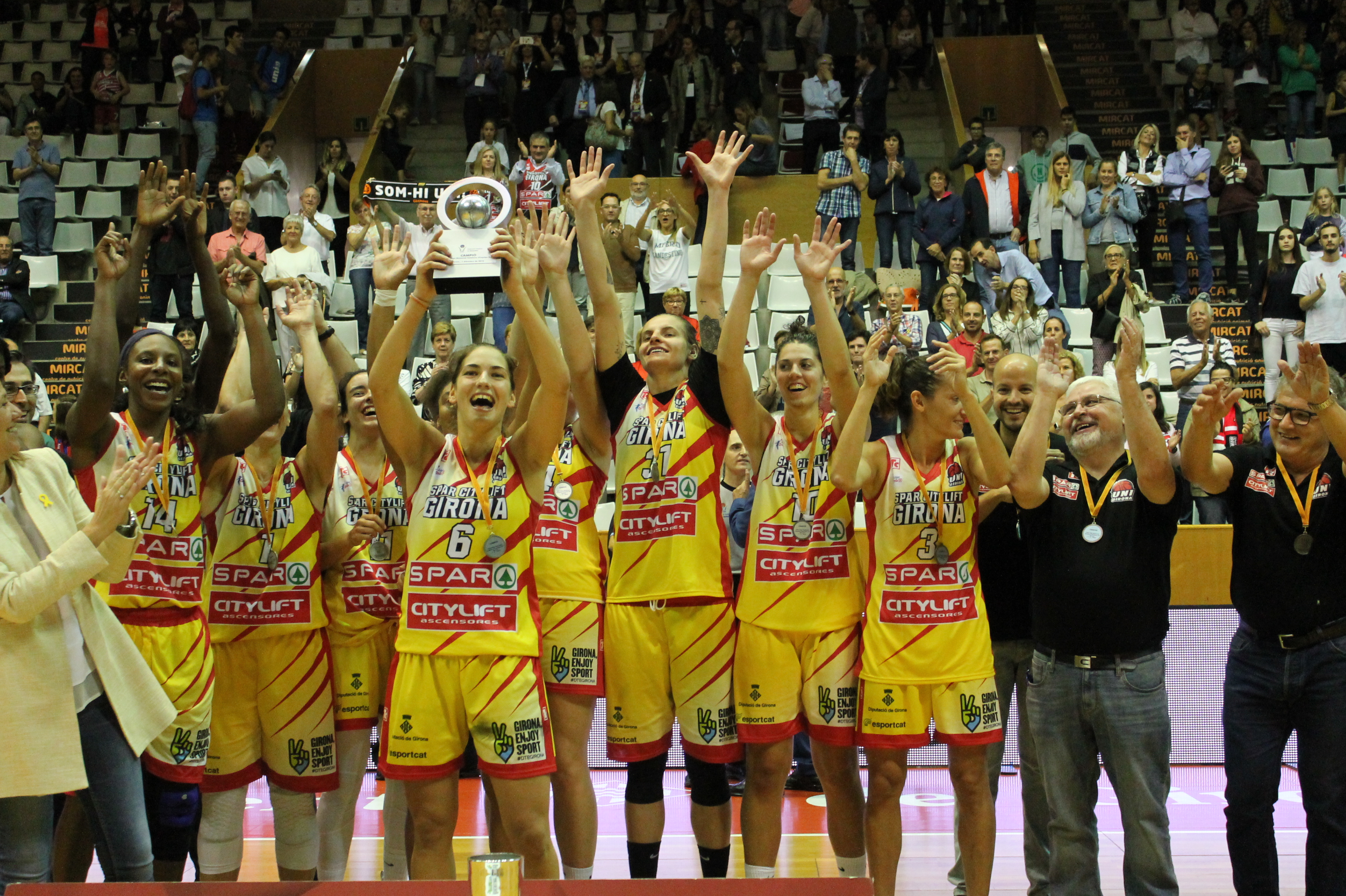
Final Liga Catalana Femenina

Beatriz Sánchez Marrufo (Rota, Cádiz, 20 de diciembre de 1989) es una jugadora de baloncesto española. Con 1.91 metros de estatura, juega en la posición de pívot.

## Trayectoria
Jugó sus dos primeros años senior en el C.B. Uni-Cajacanarias, para pasar luego al ABDA de Avilés antes de llegar a Ferrol en su 1.ª etapa (temp. 2010-11). Luego jugó dos años en el Bembibre, para volver en el año 2013 al Universitario Ferrol, equipo en el que estuvo hasta fin de la temporada 2020/21. De cara a la siguiente temporada, 2021/22 ha fichado por el equipo Araski AES, de Vitoria.(3)

### Selección
Participó con la selección nacional en el mundial de 2018.

#### Absoluta
- Eurobasket 2017 ( República Checa)
- Mundial 2018 ( España)

#### Categorías inferiores
- Europeo U18 2007 ( Serbia)